# بررود (احمدی)
بررود یک روستا در ایران است که در بخش احمدی در شهرستان حاجی‌آباد استان هرمزگان واقع شده‌است. بررود ۱۵۴ نفر جمعیت دارد.

## جمعیت
این روستا در  دهستان احمدی قرار دارد و براساس سرشماری مرکز آمار ایران در سال ۱۳۸۵، جمعیت آن ۱۵۴ نفر (۳۵ خانوار) بوده‌است.